# Square Alberto-Giacometti
Le square Alberto-Giacometti est un square du 14e arrondissement de Paris.

## Origine du nom
Il porte le nom d'Alberto Giacometti (1901-1966), sculpteur et peintre suisse.

## Situation et accès
Le site est accessible par le 36, rue Didot.
Il est desservi par la ligne 13 à la station Pernety.